# 7410 Kawazoe
7410 Kawazoe este un asteroid din centura principală de asteroizi.

## Descriere
7410 Kawazoe este un asteroid din centura principală de asteroizi. A fost descoperit pe 20 august 1990 la Geisei de Tsutomu Seki. El prezintă o orbită caracterizată de o semiaxă mare de 3,01 ua, o excentricitate de 0,38 și o înclinație de 5,9° în raport cu ecliptica.